# Evangelista Torricelli (1934)
| «Еванджеліста Торрічеллі»                                                | «Еванджеліста Торрічеллі» | «Еванджеліста Торрічеллі» |
| ------------------------------------------------------------------------ | --- | --- |
| Evangelista Torricelli                                                   | | |
|                                                                          | | |
| Головний підводний човен цього типу «Аркімеде»                           | | |
| Верф                                                                     | Cantieri navali Tosi di Taranto, Таранто | Cantieri navali Tosi di Taranto, Таранто |
| Під прапором                                                             | Королівство Італія | Королівство Італія |
| Належність                                                               | Королівські військово-морські сили Італії | Королівські військово-морські сили Італії |
| На честь                                                                 | Еванджеліста Торрічеллі — італійського фізика і математика                                                                                    | Еванджеліста Торрічеллі — італійського фізика і математика                                                                                    |
| Закладений                                                               | 15 жовтня 1931 | 15 жовтня 1931 |
| Спуск на воду                                                            | 11 серпня 1934 | 11 серпня 1934 |
| Введений до складу флоту                                                 | 10 грудня 1934 | 10 грудня 1934 |
| На службі                                                                | 1934–1937 | 1934–1937 |
| Сучасний статус                                                          | у квітні 1937 року переданий ВМС Франкістської Іспанії, як «Генерал Санхурхо»                                                                 | у квітні 1937 року переданий ВМС Франкістської Іспанії, як «Генерал Санхурхо»                                                                 |
| Бойовий досвід                                                           | Громадянська війна в Іспанії | Громадянська війна в Іспанії |
| Проєкт                                                                   | | |
| Тип ПЧ                                                                   | дизель-електричний океанський підводний човен                                                                                                 | дизель-електричний океанський підводний човен                                                                                                 |
| Основні характеристики                                                   | | |
| Швидкість (надводна)                                                     | 17 вузлів (31 км/год) | 17 вузлів (31 км/год) |
| Швидкість (підводна)                                                     | 7,7 вузлів (14,3 км/год) | 7,7 вузлів (14,3 км/год) |
| Робоча глибина занурення                                                 | 75 м | 75 м |
| Гранична глибина занурення                                               | 80 м | 80 м |
| Дальність плавання                                                       | 10300 миль (19100 км) на швидкості 8 вузлів у надводному положенні 105 милі (194 км) на швидкості 3 вузли (5,6 км/год) у підводному положенні | 10300 миль (19100 км) на швидкості 8 вузлів у надводному положенні 105 милі (194 км) на швидкості 3 вузли (5,6 км/год) у підводному положенні |
| Екіпаж                                                                   | 55 офіцерів та матросів | 55 офіцерів та матросів |
| Розміри                                                                  | | |
| Довжина найбільша (по КВЛ)                                               | 92,30 м | 92,30 м |
| Ширина корпусу найб.                                                     | 8,1 м | 8,1 м |
| Середня осадка (по КВЛ)                                                  | 4,4-4,7 м | 4,4-4,7 м |
| Водотоннажність надводна                                                 | 986 т | 986 т |
| Водотоннажність підводна                                                 | 1259 т | 1259 т |
| Силова установка                                                         | | |
| Дизель-електрична: 2 × дизельних двигуни Tosi 2 × електродвигуни Ansaldo | | |
| Гвинти                                                                   | 2 | 2 |
| Потужність                                                               | 2 × 3000 к. с. (дизелі) 2 × 1100 к. с. (електродвигун)                                                                                        | 2 × 3000 к. с. (дизелі) 2 × 1100 к. с. (електродвигун)                                                                                        |
| Озброєння                                                                | | |
| Артилерія                                                                | 2 × 100-мм гармати Škoda 10 cm K10 | 2 × 100-мм гармати Škoda 10 cm K10 |
| Торпедно- мінне озброєння                                                | 8 × 533-мм торпедних апаратів 14 торпед | 8 × 533-мм торпедних апаратів 14 торпед |
| ППО                                                                      | 2 × 12,7-мм зенітних кулемети Breda Model 1931                                                                                                | 2 × 12,7-мм зенітних кулемети Breda Model 1931                                                                                                |

«Еванджеліста Торрічеллі» (італ. Evangelista Torricelli) — військовий корабель, дизель-електричний океанський підводний човен типу «Аркімеде» Королівських ВМС Італії. 

## Історія стволення
«Еванджеліста Торрічеллі» був закладений 15 жовтня 1931 року на верфі компанії Cantieri navali Tosi di Taranto у Таранто. 11 серпня 1934 року він був спущений на воду, а 10 грудня 1934 року увійшов до складу Королівських ВМС Італії.

## Історія служби
З листопада 1936 року брав участь у Громадянській війні в Іспанії на боці франкистів, у квітні 1937 року переданий ВМС Франкістської Іспанії, як «Генерал Санхурхо».
Під час громадянської війни в Іспанії італійський човен активно діяв на боці військ Франко. У листопаді 1936 року він став одним з перших підводних човнів, які були відправлені для таємної участі у війні в Іспанії. 22 листопада 1936 року він торпедував і сильно пошкодив республіканський легкий крейсер «Мігель Сервантес», який стояв на якорі біля Картахени. Атака на лінкор типу «Еспанья» «Хайме I» була зірвана, коли на шляху став британський есмінець «Глоуворм». Під час другого патрулювання в січні 1937 року він бомбардував гавань Барселони в ніч з 18 на 19 січня і 19 січня атакував вантажне судно SS J. J. Sister вантажопідйомністю 1527 GRT трьома торпедами біля Таррагони. Наступного дня човен ледь не зіткнувся з вантажним судном SS Cabo Sucratif (2174 GRT).
У квітні 1937 року «Еванджеліста Торрічеллі» був потай переданий італійським фашистським урядом іспанським франкістам під час Громадянської війни та використовувався націоналістами в ході боїв на морі проти республіканців.
Під тиском режиму Франко Італія вирішила передати ще кілька підводних човнів (крім підводних човнів «Архімед» і «Еванджеліста Торрічеллі», якими вже керували фалангісти) до Іспанського легіону. В результаті італійці передали свої підводні човни: «Галілео Галілей», «Онісе», «Іріде» і «Галілео Ферраріс». Усі четверо базувалися в Сольєр.